# 椬梧
椬梧（学名：Elaeagnus oldhamii）为胡颓子科胡颓子属下的一个种。

## 扩展阅读
- 維基物種上的相關：椬梧